# Àrete de Siracusa
|  | Per a altres significats, vegeu «Arete». |

Àrete de Siracusa (en grec antic Ἀρέτη) fou una princesa siracusana filla de Dionís el vell i Aristòmaca.
Es va casar amb Teàrides i a la mort d'aquest amb el seu oncle Dió, germà de la seva mare Aristòmaca. Dió va haver de fugir de Siracusa durant el regnat de Dionís el jove i aquest va obligar Àrete, que era la seva germana, a casar-se amb Timòcrates, un amic seu. Més tard quan Dió va tornar a Siracusa i va obtenir el poder, la va rebre novament com la seva dona i va expulsar Dió.
Després de l'assassinat de Dió l'any 353 aC, Àrete va ser empresonada juntament amb la seva mare i va donar a llum un fill mentre estava presonera. Però després van ser alliberades per Hicetes de Leontins (Hicetas) un dels amics de Dió. Finalment Hicetes va ser convençut pels enemics de Dió de fer-les matar a les dues. En parlen Plutarc i Claudi Elià.